# Cmentarz wojenny nr 220 – Klecie
Cmentarz wojenny nr 220 w Kleciach (niem. Kriegerfriedhof Nr. 220) – cmentarz wojenny z I wojny światowej, należący do grupy zachodniogalicyjskich cmentarzy wojennych. Znajduje się w miejscu średniowiecznego kościoła parafialnego i sanktuarium św. Leonarda. Stanowi jedno z miejsc pochówku poległych podczas walk pod Brzostkiem 7 maja 1915 r.

## Położenie
Cmentarz wojenny nr 220 został założony na wzniesieniu wokół kapliczki w Kleciach, na terenie dawnego cmentarza parafialnego. Zlokalizowany jest tuż przy granicy Brzostku. Zachodnia część góruje nad przedłużeniem miejskiej ul. Węgierskiej, a od południa i północy oskarpowanie ziemi przy ogrodzeniu jest łagodniejsze, od wschodu przechodząc do wyrównania poziomu terenu. Do bramy wejściowej prowadzi stroma alejka i betonowe schody. Po obu stronach bramy rosły niegdyś dwie stare lipy.

## Historia

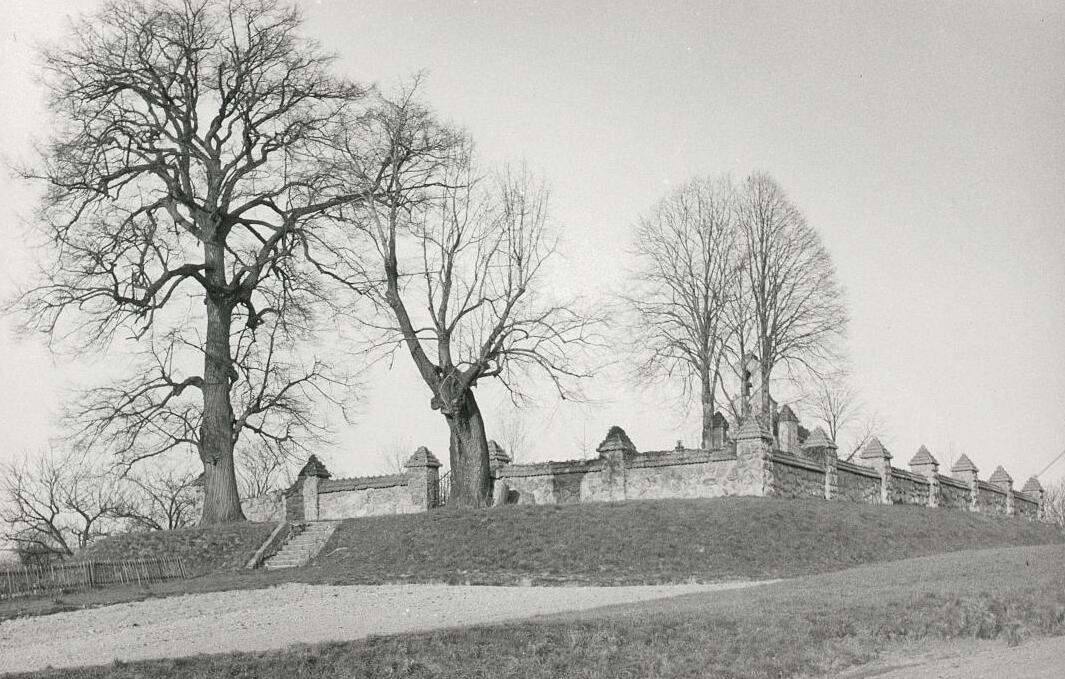
Cmentarz w latach 80. XX w.

Niewielkie wzgórze, na którym znajduje się cmentarz, było dawniej zajmowane przez kościół św. Leonarda (i otaczający go cmentarz), w XIII-XVI w. będący ważnym sanktuarium i ośrodkiem pielgrzymkowym. Został on rozebrany w 1818 r., a w jego miejscu wzniesiono w 1890 r. kaplicę, którą również poświęcono św. opatowi. Koszt jej budowy pokryto przez konkurencję parafialną, a materiały dostarczyła właścicielka klecieńskiego dworu, Honorata Pawłowska.
Cmentarz wojenny nr 220 (niem. Kriegerfriedhof Nr. 220) powstał w 1916 r. – data ta jest wyryta na murze. Autorem projektu był Michael Matscheko Ritter von Glassner, twórca projektów cmentarzy w Bukowej i w Januszkowicach, a budową, w czasie której odnowiono także kaplicę, kierował Franz Nemec. Cmentarz nr 220 stanowił jeden z kilkunastu cmentarzy utworzonych w okolicy dla poległych w czasie walk pod Brzostkiem żołnierzy. Budował je w latach 1916–1917 Oddział Grobów Wojennych w Krakowie, do prac zatrudniano jeńców wojennych, których nadzorowało wojsko austriackie. Klecie znajdowały się w V Okręgu „Pilzno”, obejmującym cały powiat pilzneński. Kierownictwo artystyczne powierzono tu Gustavowi Rossmannowi.
W dwudziestoleciu międzywojennym cmentarzami opiekował się Referat Grobownictwa Wojskowego Okręgowej Dyrekcji Robót Publicznych w Krakowie, a po II wojnie światowej większość z nich, pozbawiona opieki, została zdewastowana przez ludność, której niemieckie napisy kojarzyły się z okupacją hitlerowską. Cmentarz nr 220 był tu wyjątkiem. Społecznie opiekowali się nim Wiktoria i Piotr Nowiccy oraz Zofia Szynal, a później Zofia i Józef
Serwińscy. Poza utrzymywaniem trawnika i kwiatów, Serwińscy wykonywali także własnym nakładem remonty. W 1987 r. naprawili uszkodzony mur i połamane krzyże, a w 1991 r. odnowili schody przed wejściem, częściowo przy użyciu materiałów dostarczonych przez Urząd Gminy w Brzostku (jedyna praca, za którą otrzymali wynagrodzenie). Za opiekę nad cmentarzami nr 220 i 222 zostali odznaczeni przez Austriacki Czarny Krzyż.
W l. 1996–1997 przeprowadzono remont kaplicy – odnowiono elewacje, wymieniono drewnianą stolarkę okienną i drzwiową oraz pokrycie dachu. Renowacja objęła także ogrodzenie i nagrobki żołnierzy. Kolejny remont w 2002 r. dotyczył ogrodzenia.
Zabytkiem zarządza Urząd Gminy Brzostek.

## Pochowani
W mogiłach spoczęło tu 143 żołnierzy walczących po stronie Austro-Węgier i 95 członków armii Imperium Rosyjskiego, którzy polegli lub zmarli wskutek ran 7 i 8 maja 1915 r. Zidentyfikowani żołnierzy austriaccy należeli do pułków: 21., 36., 59., 62. i 98.
| Armia            | Stopień wojskowy (pełniona funkcja) | Imię                              | Nazwisko                          | Jednostka                         | Data śmierci                      |
| ---------------- | ----------------------------------- | --------------------------------- | --------------------------------- | --------------------------------- | --------------------------------- |
| austro-węgierska | Inf.                                | Anton                             | Adamek                            | I.R. 21 (I.R. 59)                 | 7.05.1915                         |
| austro-węgierska | Inf.                                | Gallus                            | Aigner                            | I.R. 59                           | 7.05.1915                         |
| austro-węgierska | Gft.                                | Bohuslau                          | Ander                             | I.R. 21                           | 7.05.1915                         |
| austro-węgierska | Inf.                                | Franz                             | Anzengruber                       | I.R. 59                           | 7.05.1915                         |
| austro-węgierska | Lst.                                | Josef                             | Bárta II                          | I.R. 59                           | 7.05.1915                         |
| austro-węgierska | Inf.                                | Johann                            | Bichler                           | I.R. 59                           | 8.05.1915                         |
| austro-węgierska | Res. Inf.                           | Alois                             | Bohác                             | I.R. 21                           | 8.05.1915 (7.05.1915)             |
| austro-węgierska | Res. Inf.                           | Franz                             | Bouchner                          | I.R. 21                           | 7.05.1915                         |
| austro-węgierska | Lst.                                | Josef                             | Briefeneder                       | I.R. 59                           | 7.05.1915                         |
| austro-węgierska | Lst.                                | Franz                             | Brückner                          | I.R. 98                           | 7.05.1915                         |
| austro-węgierska | Inf.                                | Franz                             | Bubenstigner (Rubestinger)        | I.R. 59                           | 7.05.1915                         |
| austro-węgierska | Lst.                                | Josef                             | Bulis                             | I.R. 21                           | 8.05.1915                         |
| austro-węgierska | Lst.                                | Alois                             | Buttinger                         | I.R. 36 [I.R. 59]                 | 7.05.1915                         |
| austro-węgierska | Lst.                                | Josef                             | Čenkner                           | I.R. 21                           | 7.05.1915                         |
| austro-węgierska | Lst.                                | Ferdinand                         | Dalecký                           | I.R. 21                           | 7.05.1915                         |
| austro-węgierska | Kpl.                                | Josef                             | Daněk                             | I.R. 21                           | 7.05.1915                         |
| austro-węgierska | Lst.                                | Engelbert                         | Degeneve                          | I.R. 59                           | 7.05.1915                         |
| austro-węgierska | Inf.                                | Valentin                          | Döbl                              | I.R. 59                           | 7.05.1915                         |
| austro-węgierska | Gft.                                | Josef                             | Dopf                              | I.R. 59                           | 7.05.1915                         |
| austro-węgierska | Lst.                                | Josef                             | Dopita                            | I.R. 21                           | 8.05.1915                         |
| austro-węgierska | Lst.                                | Wenzel                            | Doskočil                          | I.R. 21                           | 7.05.1915                         |
| austro-węgierska | Res. Inf.                           | Franz                             | Dubena                            | I.R. 21                           | 8.05.1915                         |
| austro-węgierska | Inf.                                | Anton                             | Dušek                             | I.R. 21                           | 8.05.1915                         |
| austro-węgierska | Res. Inf.                           | Johann                            | Dvořák                            | I.R. 21                           | 8.05.1915                         |
| austro-węgierska | Res. Inf.                           | Josef                             | Eberl                             | I.R. 59                           | 7.05.1915                         |
| austro-węgierska | Lst.                                | Franz                             | Eckl                              | I.R. 59                           | 7.05.1915                         |
| austro-węgierska | Inf.                                | Franz                             | Eichstil                          | I.R. 59                           | 7.05.1915                         |
| austro-węgierska | Lst.                                | Mathias                           | Erkner                            | I.R. 59                           | 7.05.1915                         |
| austro-węgierska | Res. Inf.                           | Vinzenz                           | Faltejsek                         | I.R. 98                           | 7.05.1915                         |
| austro-węgierska | Zgsf.                               | Thadeus                           | Fauska                            | I.R. 98                           | 7.05.1915                         |
| austro-węgierska | Inf.                                | Johann                            | Fedoczak                          | I.R. 21                           | 7.05.1915                         |
| austro-węgierska | Inf.                                | Johann                            | Feistauer                         |                                   | 7.05.1915                         |
| austro-węgierska | Lst.                                | Anton                             | Filip                             | I.R. 21                           | 8.05.1915                         |
| austro-węgierska | Lst.                                | Wenzel                            | Firoń                             | I.R. 21                           | 8.05.1915                         |
| austro-węgierska | Lst.                                | Franz                             | Flachberber                       | I.R. 59                           | 7.05.1915                         |
| austro-węgierska | Inf.                                | Christian                         | Fritzenwanker                     | I.R. 59                           | 7.05.1915                         |
| austro-węgierska | Inf.                                | Josef                             | Gerner                            | I.R. 59 [I.R. 36]                 | 10.05.1915                        |
| austro-węgierska | Lst.                                | Andreas                           | Görög                             | I.R. 21                           | 8.05.1915                         |
| austro-węgierska | Lst.                                | Josef                             | Harner                            | I.R. 59                           | 7.05.1915                         |
| austro-węgierska | Lst.                                | Franz                             | Havliček                          | I.R. 21                           | 8.05.1915                         |
| austro-węgierska | Lst.                                | Josef                             | Herzog                            | I.R. 59                           | 9.05.1915                         |
| austro-węgierska | Lst.                                | Georg                             | Hirtl                             | I.R. 59                           | 8.05.1915                         |
| austro-węgierska | Inf.                                | Georg                             | Homolya                           | I.R. 21                           | 7.05.1915                         |
| austro-węgierska | Lst.                                | Wenzel                            | Honc                              | I.R. 36                           | 9.05.1915                         |
| austro-węgierska | Tamb.                               | Wenzel                            | Hromádka                          | I.R. 98                           | 7.05.1915                         |
| austro-węgierska | Lst.                                | Karl                              | Hübelbauer                        | I.R. 21                           | 8.05.1915                         |
| austro-węgierska | Lst.                                | Franz                             | Hušek                             | I.R. 21                           | 8.05.1915                         |
| austro-węgierska | Lst.                                | Franz                             | Hütter                            | I.R. 59                           | 7.05.1915                         |
| austro-węgierska | E. F. tit. Zgsf.                    | Franz                             | Jahnei                            | I.R. 59                           | 7.05.1915                         |
| austro-węgierska | Lst.                                | Franz                             | Janku                             | I.R. 98                           | 7.05.1915                         |
| austro-węgierska | Lst.                                | Josef                             | Jaroš                             | I.R. 21                           | 8.05.1915                         |
| austro-węgierska | Lst.                                | Franz                             | Jelinek                           | I.R. 21                           | 7.05.1915                         |
| austro-węgierska | Res. Inf.                           | Josef                             | Jirsa (Jirska)                    | I.R. 21                           | 7.05.1915                         |
| austro-węgierska | Inf.                                | Anton                             | Kerber                            | I.R. 21                           | 7.05.1915                         |
| austro-węgierska | Inf.                                | Franz                             | Kolomażnik                        | I.R. 36                           | 7.05.1915                         |
| austro-węgierska | Inf.                                | Wenzel                            | Kosina                            | I.R. 98                           | 7.05.1915                         |
| austro-węgierska | Inf.                                | Sebastian                         | Kotschthaler                      | I.R. 59                           | 7.05.1915                         |
| austro-węgierska | Inf.                                | Jaroslaus                         | Koudelka                          | I.R. 21                           | 7.05.1915                         |
| austro-węgierska | Inf.                                | Josef                             | Kovařik                           | I.R. 36                           | 8.05.1915                         |
| austro-węgierska | Lst.                                | Alois                             | Kral                              | I.R. 21                           | 7.05.1915                         |
| austro-węgierska | Lst.                                | Josef                             | Král                              | I.R. 21                           | 7.05.1915                         |
| austro-węgierska | Lst. Gft.                           | Josef                             | Kratochvil                        | I.R. 21                           | 7.05.1915                         |
| austro-węgierska | Lst.                                | Karl                              | Kratzmann                         | I.R. 21                           | 7.05.1915                         |
| austro-węgierska | Lst.                                | Johann                            | Krichhammer                       | I.R. 59                           | 7.05.1915                         |
| austro-węgierska | Lst.                                | Josef                             | Kubat                             | I.R. 21                           | 8.05.1915                         |
| austro-węgierska | Gft.                                | Hubert                            | Langer                            | I.R. 98                           | 7.05.1915                         |
| austro-węgierska | Inf. tit. Gft.                      | Johann                            | Laubichler                        | I.R. 59                           | 7.05.1915                         |
| austro-węgierska | Gft.                                | Johann                            | Lechner                           | I.R. 59                           | 8.05.1915                         |
| austro-węgierska | Lst.                                | Alois                             | Leniček                           | I.R. 98                           | 7.05.1915                         |
| austro-węgierska | Lst.                                | Leopold                           | Lettner                           | I.R. 59                           | 7.05.1915                         |
| austro-węgierska | Lst.                                | Johann                            | Likeš                             | I.R. 21                           | 7.05.1915                         |
| austro-węgierska | Lst.                                | Andreas                           | Lipovics (Lipowics)               | I.R. 36 [I.R. 59]                 | 7.05.1915                         |
| austro-węgierska | Lst.                                | Wenzel                            | Louda                             | I.R. 36                           | 7.05.1915                         |
| austro-węgierska | Res. Inf.                           | Franz                             | Machaty                           | I.R. 21                           | 7.05.1915                         |
| austro-węgierska | Lst.                                | Eduard                            | Málek                             | I.R. 21                           | 8.05.1915                         |
| austro-węgierska | Res. Inf.                           | Wenzel                            | Malý                              | I.R. 21                           | 8.05.1915                         |
| austro-węgierska | Inf. tit. Gft.                      | Vinzenz                           | Marek                             | I.R. 21                           | 7.05.1915                         |
| austro-węgierska | Inf.                                | Karl                              | Mayer                             | I.R. 59                           | 7.05.1915                         |
| austro-węgierska | Lst.                                | Franz                             | Mayerhofer                        | I.R. 59                           | 7.05.1915                         |
| austro-węgierska | Lst.                                | Filip                             | Michaliček                        | I.R. 21                           | 8.05.1915                         |
| austro-węgierska | Res. Inf.                           | Wenzel                            | Michoń                            | I.R. 36                           | 7.05.1915                         |
| austro-węgierska | Lst.                                | Josef                             | Morawetz                          | I.R. 36                           | 7.05.1915                         |
| austro-węgierska | Inf.                                | Josef                             | Müller                            | I.R. 98                           | 7.05.1915                         |
| austro-węgierska | Lst.                                | Anton                             | Myška                             | I.R. 21                           | 7.05.1915                         |
| austro-węgierska | Lst.                                | Andreas                           | Neissl                            | I.R. 59                           | 7.05.1915                         |
| austro-węgierska | Gft.                                | Franz                             | Nemec                             | I.R. 21                           | 7.05.1915                         |
| austro-węgierska | Lst.                                | Jaroslaus                         | Nešpor                            | I.R. 36                           | 8.05.1915                         |
| austro-węgierska | Inf. tit. Gft.                      | Tobias                            | Nicka                             | I.R. 59                           | 7.05.1915                         |
| austro-węgierska | Inf.                                | August                            | Nowak                             | I.R. 59                           | 8.05.1915                         |
| austro-węgierska | Lst.                                | Josef                             | Olexa                             | I.R. 36                           | 7.05.1915                         |
| austro-węgierska | Inf.                                | Josef                             | Paluśka                           | I.R. 36                           | 12.05.1915                        |
| austro-węgierska | Inf.                                | Georg                             | Pavlas                            | I.R. 21                           | 8.05.1915                         |
| austro-węgierska | Inf.                                | Wenzel                            | Pekar                             | I.R. 21                           | 7.05.1915                         |
| austro-węgierska | Inf.                                | Franz                             | Pelica                            | I.R. 98                           | 7.05.1915                         |
| austro-węgierska | Inf. tit. Gfr.                      | Franz                             | Petera                            | I.R. 98                           | 7.05.1915                         |
| austro-węgierska | Obltn.                              | Albin                             | Pfoser                            | I.R. 59                           | 7.05.1915                         |
| austro-węgierska | Lst.                                | Georg                             | Pichler                           | I.R. 59                           | 7.05.1915                         |
| austro-węgierska | E. F. tit. Zgsf.                    | Hermann                           | Plankensteiner                    | I.R. 59                           | 7.05.1915                         |
| austro-węgierska | Inf.                                | Stefan                            | Podwics                           | I.R. 21                           | 7.05.1915                         |
| austro-węgierska | Lst.                                | Josef                             | Polivka                           | I.R. 21                           | 7.05.1915                         |
| austro-węgierska | Inf.                                | Johann                            | Postolka                          | I.R. 36                           | 7.05.1915                         |
| austro-węgierska | E. F. Zgsf.                         | Wenzel                            | Procházka                         | I.R. 21                           | 8.05.1915                         |
| austro-węgierska | Inf.                                | Ferdinand                         | Puger                             |                                   | 7.05.1915                         |
| austro-węgierska | Lst.                                | Rupert                            | Rettenbacher                      | I.R. 59                           | 7.05.1915                         |
| austro-węgierska | Inf.                                | Johann                            | Ružék                             |                                   | 7.05.1915                         |
| austro-węgierska | Lst.                                | Johann                            | Satrapa                           | I.R. 21                           | 7.05.1915                         |
| austro-węgierska | Inf. tit. Gft.                      | Karl                              | Schauer                           | I.R. 59                           | 7.05.1915                         |
| austro-węgierska | Inf.                                | Johann                            | Schlichtner                       | I.R. 59                           | 7.05.1915                         |
| austro-węgierska | Inf.                                | Josef                             | Schwabl                           | I.R. 59                           | 7.05.1915                         |
| austro-węgierska | Lst.                                | Josef                             | Schwager                          | I.R. 21                           | 7.05.1915                         |
| austro-węgierska | Lst.                                | Mathias                           | Schwaighofer                      | I.R. 59                           | 7.05.1915                         |
| austro-węgierska | Zgsf.                               | Anton                             | Seewald                           | I.R. 36                           | 7.05.1915                         |
| austro-węgierska | Lst.                                | Gottlieb                          | Slavik                            | I.R. 21                           | 7.05.1915                         |
| austro-węgierska | Inf.                                | Michael                           | Slyachta                          | I.R. 21                           | 7.05.1915                         |
| austro-węgierska | Lst.                                | Wenzel                            | Smetana                           | I.R. 21                           | 7.05.1915                         |
| austro-węgierska | Inf.                                | Anton                             | Sojka                             | I.R. 36                           | 7.05.1915                         |
| austro-węgierska | Lst.                                | Josef                             | Standler                          | I.R. 59                           | 7.05.1915                         |
| austro-węgierska | Lst.                                | Franz                             | Starosta                          | I.R. 21                           | 7.05.1915                         |
| austro-węgierska | Lst.                                | Filip                             | Steiner                           | I.R. 21                           | 7.05.1915                         |
| austro-węgierska | Res. Inf.                           | Franz                             | Stepán                            | I.R. 98                           | 7.05.1915                         |
| austro-węgierska | Inf.                                | Vinzenz                           | Stěrba                            | I.R. 36                           | 7.05.1915                         |
| austro-węgierska | Lst.                                | Franz                             | Stieger                           | I.R. 59                           | 7.05.1915                         |
| austro-węgierska | Lst.                                | Mathias                           | Stoiss                            | I.R. 59                           | 7.05.1915                         |
| austro-węgierska | Lst.                                | Josef                             | Syrový                            | I.R. 36                           | 7.05.1915                         |
| austro-węgierska | E. F. tit. Gft.                     | Béla                              | Szilagyi (Szilagy)                | I.R. 59                           | 9.05.1915                         |
| austro-węgierska | Inf.                                | Johann                            | Šilar                             | I.R. 98                           | 7.05.1915                         |
| austro-węgierska | Kpl.                                | Johann                            | Tlapak                            | I.R. 21                           | 8.05.1915                         |
| austro-węgierska | Lst.                                | Johann                            | Trinkfass                         | I.R. 59                           | 7.05.1915                         |
| austro-węgierska | Lst.                                | Franz                             | Trojan (Trojnar)                  | I.R. 21                           | 7.05.1915                         |
| austro-węgierska | Lst.                                | Josef                             | Vanač                             | I.R. 21                           | 7.05.1915                         |
| austro-węgierska | Lst.                                | Wenzel                            | Veselous (Deselous)               | I.R. 21                           | 7.05.1915                         |
| austro-węgierska | Lst.                                | Johann                            | Veselý                            | I.R. 21                           | 7.05.1915                         |
| austro-węgierska | Lst.                                | Wenzel                            | Višek                             | I.R. 21                           | 7.05.1915                         |
| austro-węgierska | Horn.                               | Alois                             | Vlasák                            | I.R. 36                           | 16.05.1915 [7.05.2015]            |
| austro-węgierska | Lst.                                | Wenzel                            | Vlasak                            | I.R. 21                           | 7.05.1915                         |
| austro-węgierska | Inf.                                | Alois                             | Vlček                             | I.R. 36                           | 7.05.1915                         |
| austro-węgierska | Inf. tit. Gft.                      | Wenzel                            | Volejnik                          | I.R. 36                           | 7.05.1915                         |
| austro-węgierska | Inf.                                | Josef                             | Wolfsgruber                       | I.R. 59                           | 7.05.1915                         |
| austro-węgierska | Inf.                                | Adalbert                          | Zabranský                         | I.R. 21                           | 7.05.1915                         |
| austro-węgierska | Inf.                                | Ferdinand                         | Zaglinger                         | I.R. 59                           | 7.05.1915                         |
| austro-węgierska | Zgsf.                               | Franz                             | Zák                               | I.R. 21                           | 8.05.1915                         |
| austro-węgierska | Inf.                                | Josef                             | Zihrer                            | I.R. 59                           | 7.05.1915                         |
| austro-węgierska | Jg.                                 | Georg                             | Zselysznik (Zselyisznik)          | F.J.B. 2                          | 7.05.1915                         |
| rosyjska         | Kpl.                                | Ignatz                            | Kocalojow                         |                                   |                                   |
| rosyjska         | 94 niezidentyfikowanych żołnierzy   | 94 niezidentyfikowanych żołnierzy | 94 niezidentyfikowanych żołnierzy | 94 niezidentyfikowanych żołnierzy | 94 niezidentyfikowanych żołnierzy |

## Opis
Cmentarz zajmuje powierzchnię ok. 9 arów. Jego teren, o rzucie prostokąta z dwoma ściętymi narożami, jest ograniczony piaskowcowym murem, z dwuspadowym daszkiem krytym ceramiczną dachówką karpiówką, wzmocnionym słupkami, które zostały nakryte dachówkami czterospadowo. Niecałe 250 żołnierzy zostało na nim pochowanych w 190 mogiłach: 188 pojedynczych i dwóch zbiorowych. Indywidualne groby mają formę betonowych steli z okrągłymi emaliowanymi tabliczkami nagrobnymi, zwieńczonych małymi żeliwnymi krzyżami, maltańskimi lub dwuramiennymi. Są rozmieszczone symetrycznie, w indywidualnie połączonych grupach, które tworzą dwa rzędy wzdłuż ogrodzenia. Wszystkie groby rosyjskie usytuowano bliżej muru. Dwa groby zbiorowe, o betonowych cokołach z dużymi żeliwnymi krzyżami jedno- i dwuramiennymi, zlokalizowane są po obu stronach dwuskrzydłowej, żelaznej bramy. Naprzeciw wejścia, w części centralnej, jest położona kapliczka, a przed nią znajduje się okazały grób oficerski z kutym krzyżem projektu Watzala. Pochowano w nim por. Albina Pfosera, walczącego w 59 Pułku Piechoty. Przed kaplicą znajdowały się także dwie okrągłe ławeczki. Jedną z nich zniszczyło rosnące w środku drzewo i nie została już odtworzona. Po prawej stronie budowli zlokalizowany jest, z nagrobkiem stylizowanym na żołnierski, grób Józefa Forysia, który pracował przy budowie zarówno kaplicy, jak i cmentarza.

### Kaplica

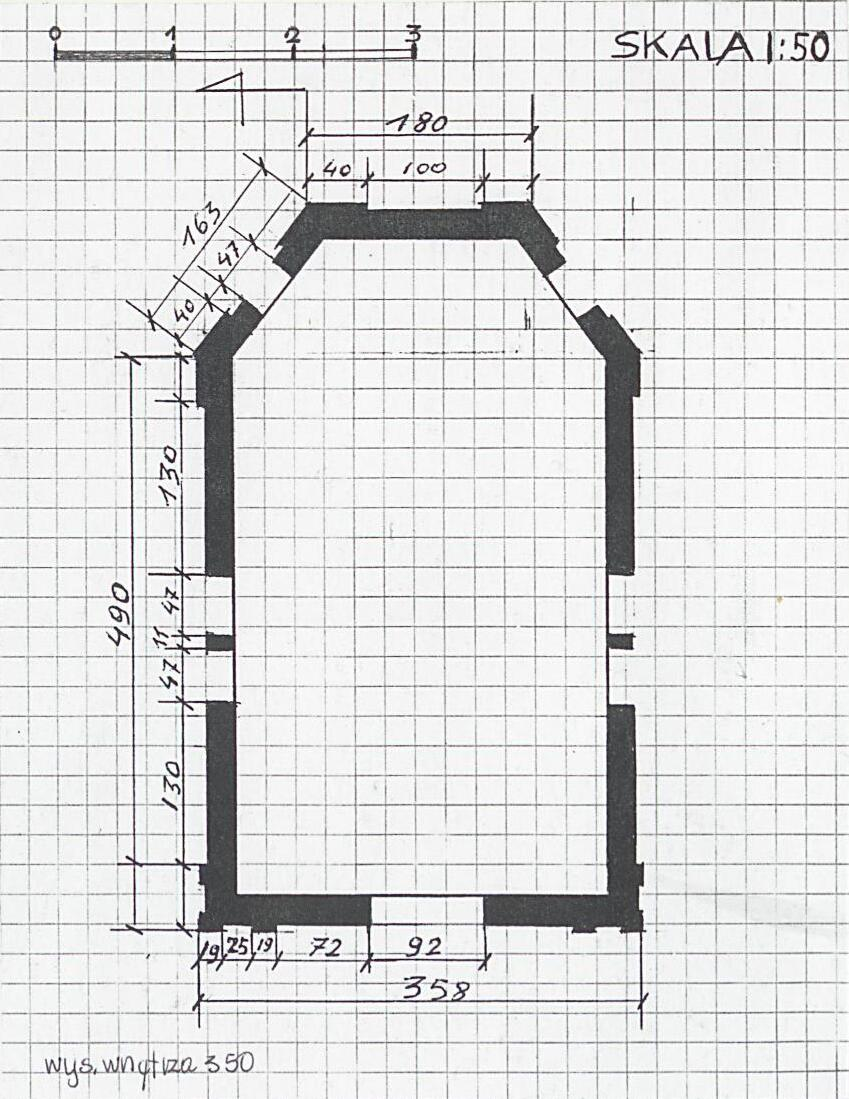
Plan kaplicy

Budowla została wzniesiona z cegły na rzucie prostokąta, z trójbocznie zamkniętym prezbiterium. Nadano jej cechy neogotyku, z wyjątkiem charakterystycznego oszkarpowania. Otwory okienne są ostrołukowe, a elewacje są zdobione przez szeroki, profilowany gzyms wieńczący. Cokół budowli jest niski i gładki. Na narożach umieszczono pilastry.
Fasadę zwieńczono szczytem o kształcie arkadowej dzwonnicy. W jego dolnej części znajdują się trzy smukłe, ostrołukowe blendy, a nad nimi umieszczono arkadę z sygnaturką. Szczyt jest flankowany przez dwa pinakle kryte dachówkowymi, czterospadowymi daszkami, które przechodzą w lizeny z ostrołukowymi blendami, ujmujące naroża kaplicy.
Na osi frontowej elewacji znajduje się ostrołukowy otwór drzwiowy ujęty w profilowane obramienie. Główne drzwi są drewniane, dwuskrzydłowe, płycinowe.
Budowla została przykryta dachem dachem dwuspadowym z dachówki ceramicznej. Jednoprzestrzenne wnętrze zostało nakryte spiętym zwornikiem sklepieniem krzyżowo-żebrowym. Posadzkę wyłożono płytkami ceramicznymi.
W środku umieszczono drewniany ołtarz z olejnym obrazem św. Leonarda. Na odwrocie obrazu znajduje się napis: „Za staraniem Szanownego Franciszka Szynala malowałem ten obraz w r. 1890 w Brzostku w kaplicy za bytności ks. Kanonika Proboszcza tej Parafii Feliksa Potockiego – Bartta Kwiatkowski – malarz”. Poniżej umieszczono tekst: „Renowację obrazu zakończono 1998.03.02 Stanisław Samborski Brzostek 234. Obraz dublowany. Proces odwracalny poprzez zmoczenie podobrazia wodą”.
Powierzchnia użytkowa obiektu wynosi 21,8 m², kubatura liczy 73,5 m³.

## Galeria

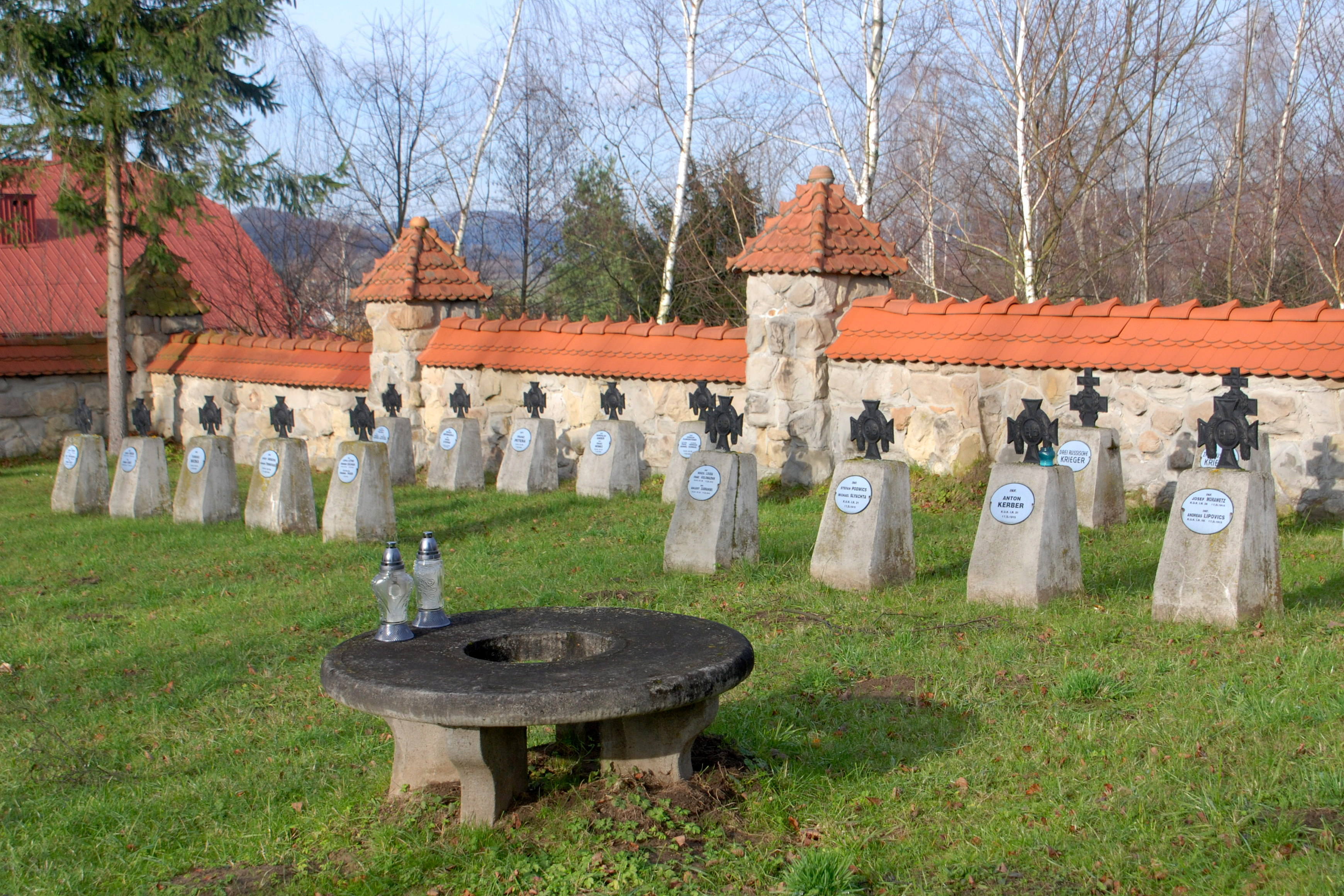
Fragment cmentarza
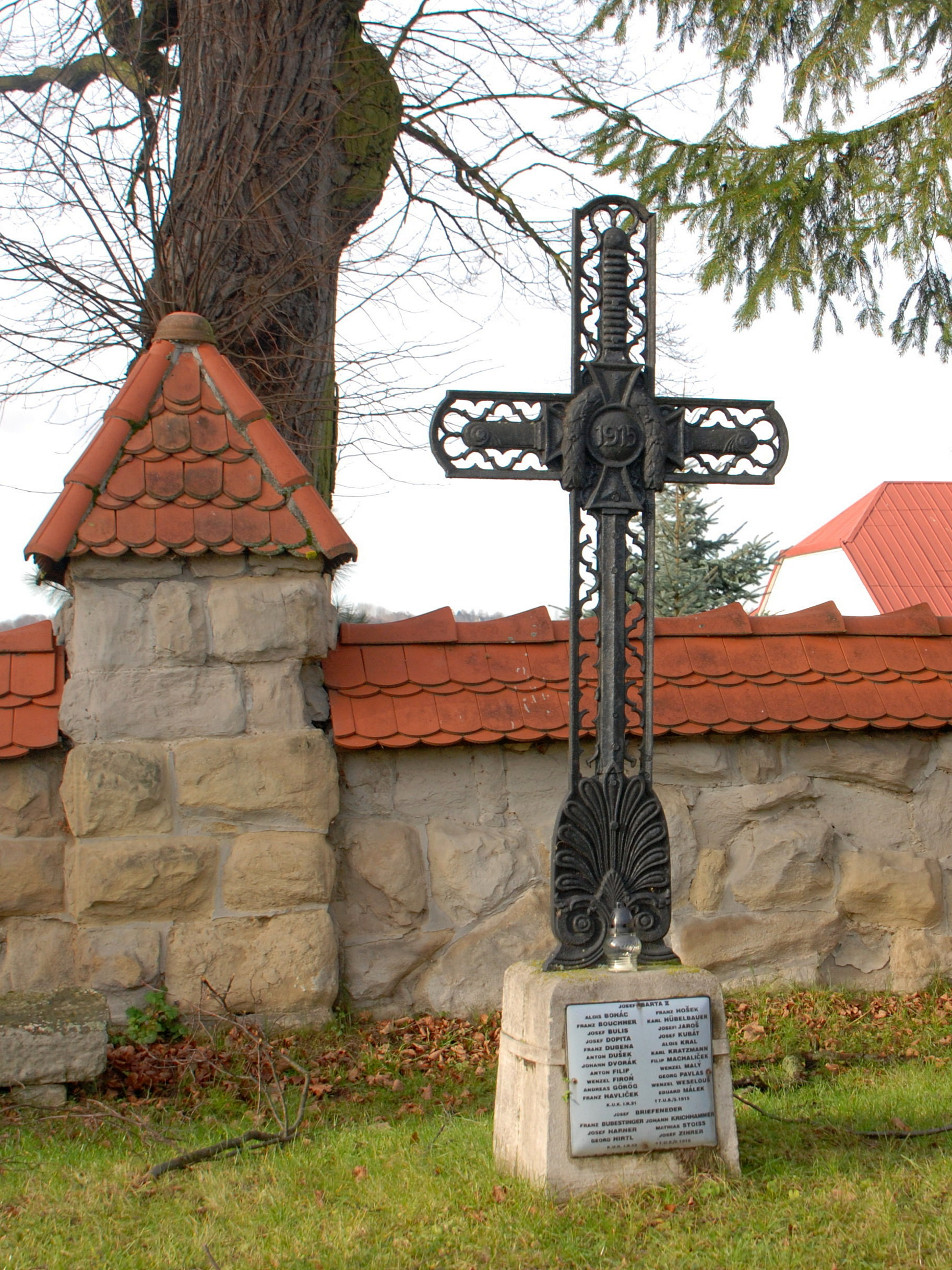
Krzyż na mogile zbiorowej
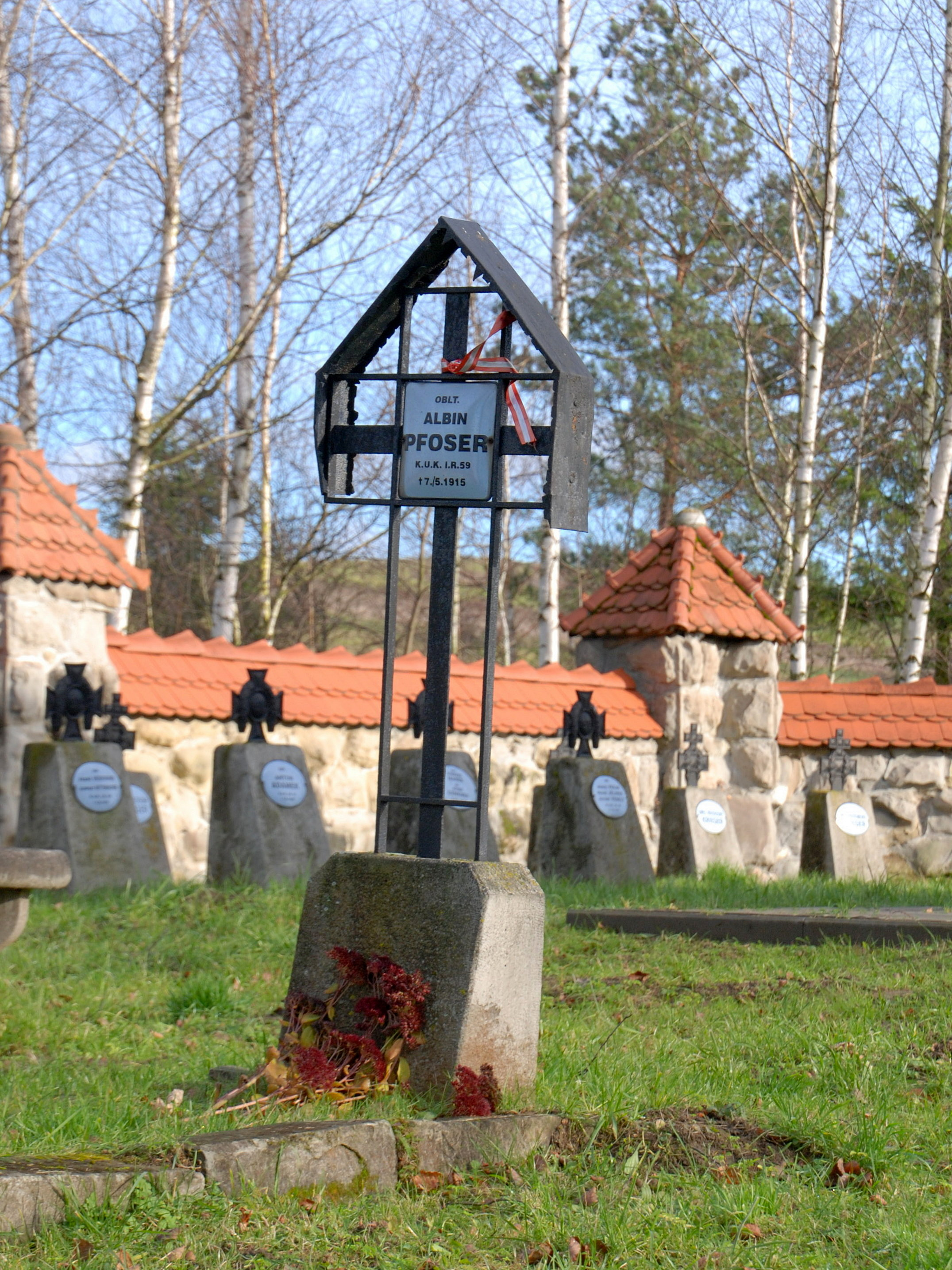
Pojedynczy nagrobek